# Mernye, Somogy
Mernye  este un sat în districtul Kaposvár, județul Somogy, Ungaria, având o populație de 1.461 de locuitori (2011). 

## Demografie
Componența etnică a satului Mernye
     Maghiari (93,51%)
     Romi (2,46%)
     Germani (2,09%)
     Necunoscut (0,97%)
     Alții (0,97%)
Componența confesională a satului Mernye
     Fără religie (7,87%)
     Luterani (5,41%)
     Reformați (3,63%)
     Necunoscută (82,41%)
     Atei (0,68%)
     Alte religii (1,78%)
Conform recensământului din 2011, satul Mernye avea 1.461 de locuitori. Din punct de vedere etnic, majoritatea locuitorilor (93,51%) erau maghiari, existând și minorități de romi (2,46%) și germani (2,09%). Apartenența etnică nu este cunoscută în cazul a 0,97% din locuitori. Nu există o religie majoritară, locuitorii fiind persoane fără religie (7,87%), luterani (5,41%) și reformați (3,63%). Pentru 82,41% din locuitori nu este cunoscută apartenența confesională.